# Joaquina

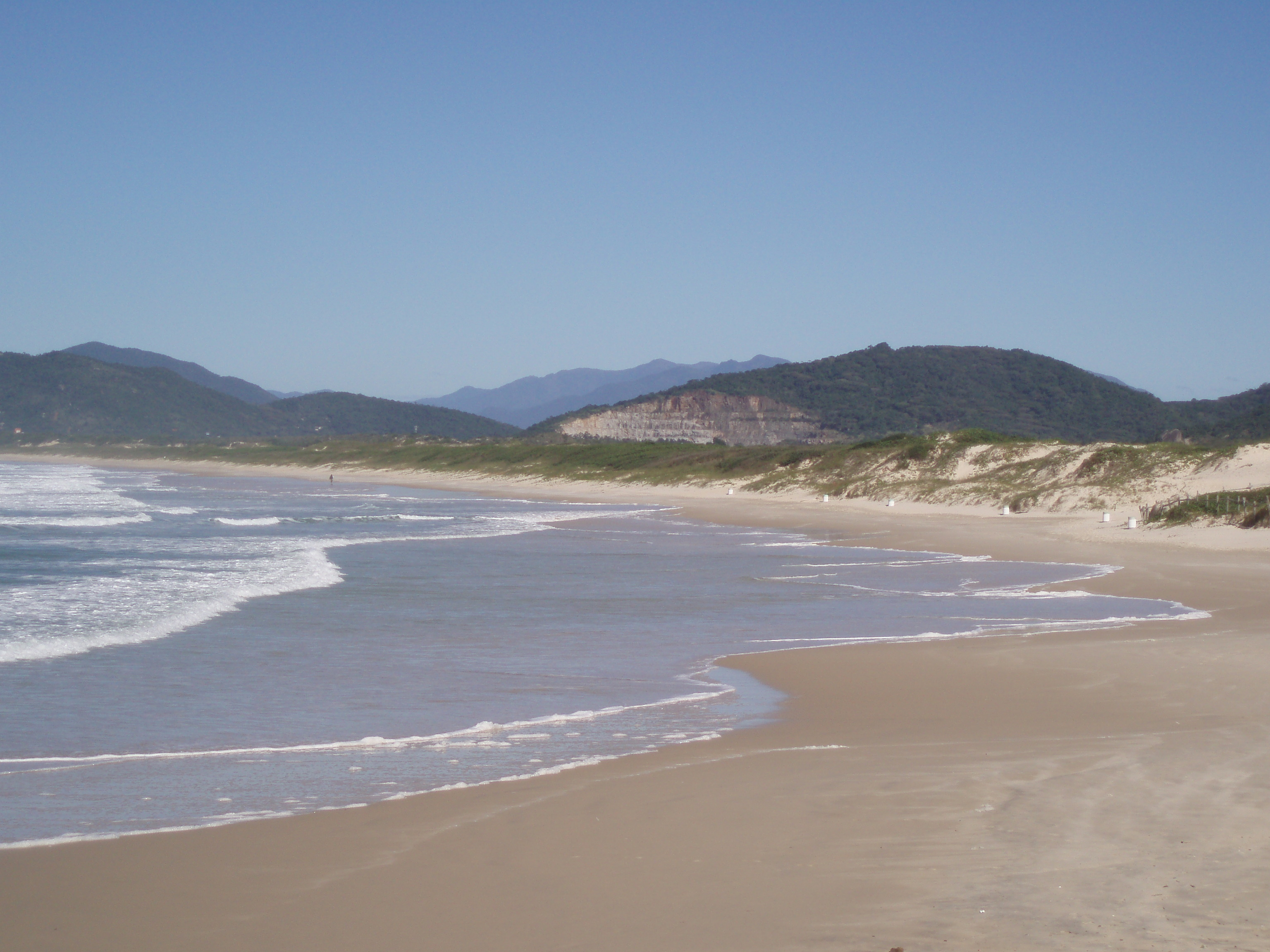
Plage de Joaquina, Florianópolis, Brésil.

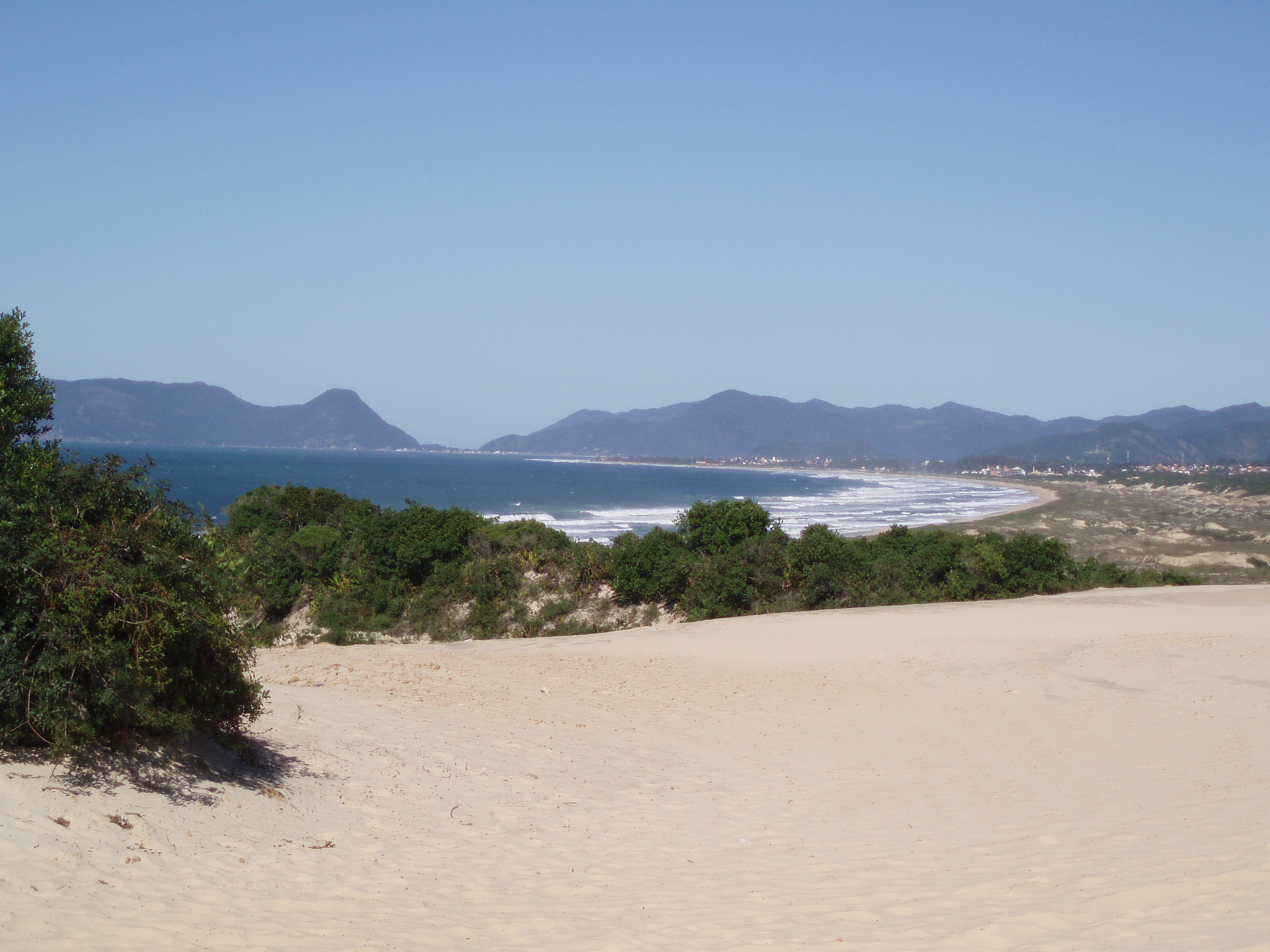
Vue d'ensemble de la plage.

Joaquina est une plage de la municipalité de Florianópolis, au Brésil. 
Située sur la côte est (côté de l'océan Atlantique) de l'île de Santa Catarina, il s'agit d'une plage de renommée nationale pour la pratique du surf. Siège de l'étape brésilienne des championnats du monde de surf, « Joaca », comme elle est surnommée, attire des surfeurs du monde entier.  